# Claude-Pierre de Delay d'Agier
Claude-Pierre de Delay d'Agier ou Dedelay d'Agier ou Dédelay d'Agier (né le 25 décembre 1750 à Romans, Drôme - mort le 4 août 1827 à Bourg-de-Péage, Drôme) était un écrivain et homme politique français dont l'activité commencée pendant la période de la Révolution et de l'Empire se poursuivit sous la Restauration. Il deviendra comte de l'Empire et trouvera, après une petite éclipse à cause de son attitude pendant les Cent-Jours, encore sa place dans la vie politique française sous la Restauration.

## Biographie
Claude-Pierre de Delay d'Agier est le fils de François Noël de Delay et Marie Jeanne Agier, sa marraine est Elisabeth Roussel épouse du fermier général Pierre de Delay de la Garde. En 1780, il épouse Marguerite Françoise Devalloy.
Il était un écrivain spécialisé dans le domaine politique, et maire de Romans lorsqu'il fut élu le 6 janvier 1789 député suppléant de la noblesse de la province du Dauphiné aux états généraux.

### États générauxetAssemblée constituante
Delay d'Agier remplaça Charles-Emmanuel Gratet de Dolomieu, à l'origine député du clergé du Dauphiné, décédé à Versailles le 8 novembre 1789 et dont le suppléant, M. de Monspey, ne siégea pas. Il prit une part active aux travaux de l'Assemblée, où il s'intéressa de près aux questions de fiscalité. On retrouve, dans la notice biographique qui lui est consacrée par le Dictionnaire des députés (1789-1889) de Delille et Demarçay, trace de bon nombre de ses interventions. On peut en citer quelques-unes en une liste qui est certainement loin d'être exhaustive :
- Le 26 décembre 1789, il demanda la publication de la liste des déclarants et des sommes déclarées pour la contribution patriotique.
- Il vota le 12 février 1790 la suppression des ordres monastiques, et réclama, le 18 février, le même traitement pour tous les religieux.
- Il se prononça le 12 mars 1790 contre le projet de concession de la contribution patriotique.
- Le 18 mars 1790, il fit un discours contre la liberté du commerce du sel, et proposa, le même jour, le remplacement de la gabelle par une imposition calculée pour un tiers sur les terres, un tiers sur la capitation, un sixième sur les maisons des villes et un sixième sur celles des campagnes.
- Le 7 avril 1790, Claude-Pierre de Delay d'Agier fut nommé commissaire à l'aliénation des domaines, puis secrétaire de cette commission, au nom de laquelle il établit un rapport préparatoire au décret du 14 mai sur la vente des domaines nationaux.
- Le 11 avril 1790, il approuva le décret sur la suppression des dîmes et sur l'entretien des ministres des cultes et proposa d'assurer aux curés une partie de leur traitement en nature.
- Le 15 mai 1790 il provoqua la discussion sur le droit de paix et de guerre.
- Le 2 juin 1790, il prit la parole sur la constitution civile du clergé.
- Le 20 juin 1790, il fut nommé secrétaire de l'Assemblée.
- Le 23 juin 1790, il traita la question du traitement des évêques, qu'il porta à 40 000 livres pour le maximum à ceux qui n'ont pas d'abbaye, et à 35 000 pour ceux qui en avaient, 10 000 livres à tous les abbés septuagénaires, et 3 000 livres pour les abbés de Saint-Ruf et autres ordres.
- Le 4 juillet 1790, il demanda que les tribunaux de districts fussent juges d'appel les uns à l'égard des autres.
- Le 15 août 1790, il fit prendre un décret pour l'accélération de la vente des biens nationaux.
- Le 30 août 1790, il parla sur le traitement des juges de paix, demandant « qu'il ne soit adjugé que 300 livres aux juges de canton et 800 livres à ceux des villes dont la population sera de plus de dix mille âmes. »
- Dans la séance du 16 septembre 1790, il fit un discours sur l'impôt en général.
- Les 5 (Sur le projet de décret du Comité de l'imposition sur la contribution foncière), 6, 7 et 11 octobre 1790 (Sur la définition du revenu net imposable d'une propriété foncière), puis à nouveau le 16 novembre 1790, il prit activement part à la discussion sur le système des impositions et l'impôt sur le tabac.

Au cours de l'année 1791, Claude-Pierre de Delay d'Agier reviendra à de nombreuses reprises sur les questions liées à la fiscalité et à l'imposition, que ce soit dans des rapports, ou dans des discours à la tribune. On peut citer deux extraits de ces textes, qui reflètent bien son opinion en la matière : 
« Hâtons-nous de consoler l'habitant des campagnes; rendons-lui cette heureuse énergie, l'apanage de l'homme libre ..... Vous parviendrez, Messieurs, à ce but généreux de vos travaux, en proportionnant et bornant la contribution foncière aux seuls revenus naturels et imposables de ses propriétés, et en ne souffrant jamais que la totalité de cette contribution excède les deux cinquièmes de la masse des impôts directs et indirects. »
« Je pense que dans l'évaluation d'une propriété foncière pour la répartition de l'impôt, l'on doit écarter toute la partie du revenu qui n'est pas la suite nécessaire d'une exploitation ordinaire et d'usage selon la coutume de pays. »
 Il fera même à l'occasion quelques reproches à ses collègues : 
« Nous ne devons, Messieurs, attribuer l'insuffisance de nos résultats sur l'impôt, qu'à la marche irrégulière que nous avons suivie … »
 Le 31 août 1791, il proposa que les membres de la troisième législature ne puissent pas être élus à la quatrième, et fit décréter (2 septembre) qu'aucun député ne pourrait s'absenter sans congé.

### Directoire
Claude-Pierre de Delay d'Agier ne fit pas partie de la Convention et revint au Parlement le 25 germinal an V (14 avril 1797), comme « député » de la Drôme au Conseil des Anciens (chambre haute), élu par 46 voix sur 54 votants. Le 20 avril 1799, il en devint le président.

### ConsulatetEmpire
L'attitude favorable qu'il manifesta à la suite du coup d'État du 18 Brumaire amena le Sénat conservateur à le choisir comme député de la Drôme au nouveau Corps législatif le 4 nivôse an VIII (25 décembre 1799). Pendant près d'un an, de l'an VIII à l'an IX, il fut membre du Corps législatif, qu'il présida même pendant seize jours, du 7 au 22 mars 1800. Mais, il ne restera pas longtemps dans cette assemblée, puisqu'il sera nommé membre du Sénat conservateur le 28 frimaire an IX (19 décembre 1800).

### Restauration
Bien qu'il ait été créé comte de l'Empire (15 juin 1808), il ne fut pas l'un des moins empressés à voter la déchéance de l'empereur en avril 1814. La Première Restauration le nomma pair de France.
Mais au retour de l'île d'Elbe il accepta, le 2 juin 1815 un siège à la Chambre des pairs impériale et fut donc exclu par la Seconde Restauration de la chambre haute, où pourtant, il revint, dévoué de nouveau à la cause des Bourbons, le 21 novembre 1819, et où il siégea dans la majorité monarchiste jusqu'à sa mort le 4 août 1827.
Claude-Pierre de Delay d'Agier est l'inventeur du Bois des Naix, bois dans lequel il est inhumé.

## Titres
- Comte Dédelay d'Agier et de l'Empire (lettres patentes du 15 juin 1808, Bayonne) ;
- Pair de France[6] :
  - Pair « à vie » par l'ordonnance du 4 juin 1814 ;
  - 2 juin 1815 (Cent-Jours) ;
  - Révoqué par l'ordonnance du 24 juillet 1815) ;
  - Baron-pair héréditaire (21 novembre 1819).

## Distinctions
- Légion d'honneur[7] :
  - Légionnaire (9 vendémiaire an XII : 2 octobre 1803), puis,
  - Commandant de la Légion d'honneur (25 prairial an XII : 14 juin 1804) ;

## Armoiries
| Figure | Blasonnement |
|        | Armes du comte Dédelay-d'Agier et de l'Empire D'azur, au lion rampant d'or, entre deux pals de même brochant sur l'extrémité des pattes et de la queue du lion ; au quartier des comtes-sénateurs brochant sur le pal à dextre. - Livrées : bleu, jaune et blanc. |
|        | Armes du comte Dédelay d'Agier, Baron-pair héréditaire D'azur, au lion d'or, armé et lampassé de gueules, à deux pals du même, brochant sur le tout., |

## Pour approfondir